# Allenatori della Juventus Football Club

Giovanni Trapattoni guidò la Juventus in due periodi, dapprima dal 1976 al 1986 e poi dal 1991 al 1994; sulla panchina bianconera, il Trap è diventato l'unico allenatore capace di vincere tutte le maggiori competizioni UEFA per club.

Sono 51 gli allenatori ad avere avuto, fino al marzo 2025, la conduzione tecnica della Juventus Football Club, società calcistica italiana per azioni con sede a Torino.

## Storia
Fino alla prima metà degli anni 20 del XX secolo, non esisteva nel calcio italiano un sistema dettagliato di allenamento in preparazione degli incontri di campionato. In pratica i giocatori – studenti e lavoratori – avevano l'abitudine di ritrovarsi un paio di volte alla settimana in diversi scenari per gli allenamenti, consistenti in partitelle e corse di velocità e/o resistenza, sempre sotto il coordinamento del capitano della squadra.

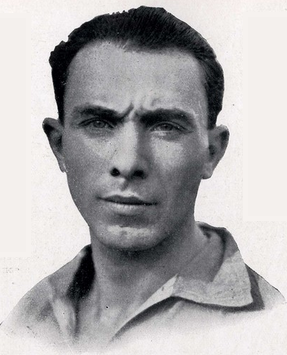
Carlo Carcano, deus ex machina del Quinquennio d'oro, guidò la Juventus alla vittoria di quattro campionati consecutivi dal 1931 al 1934.

Il primo allenatore della storia bianconera fu l'ungherese Jenő Károly, scelto dal presidente Edoardo Agnelli nel 1923 al fine di introdurre innovazioni dal punto di vista tattico e strategico nel gioco della squadra. Károly allenò la squadra per 70 partite fino alla morte, avvenuta a quarant'anni nel luglio del 1926.
Il tecnico più a lungo in carica è stato Giovanni Trapattoni, rimasto alla guida della squadra per tredici anni, di cui dieci consecutivi (nel calcio italiano, due record per un allenatore sulla panchina di uno stesso club), dal 1976 al 1986 e dal 1991 al 1994. Il Trap, come è conosciuto in Italia, detiene anche il primato nel numero di partite come allenatore (596) e di trofei vinti con il club (14, record tra gli allenatori italiani). Da citare anche Carlo Carcano, deus ex machina del Quinquennio d'oro degli anni 30, e Massimiliano Allegri, sulla panchina bianconera dal 2014 al 2019 – periodo in cui è diventato l'unico allenatore nella storia del calcio italiano capace di vincere cinque scudetti consecutivi – e nuovamente dal 2021 al 2024; Carcano e Allegri sono inoltre stati gli unici capaci di vincere quattro campionati italiani nei loro primi quadrienni alla guida di Madama.
Il paraguayano Heriberto Herrera è l'allenatore straniero che vanta il primato per numero di presenze in totale, quarto in assoluto, sulla panchina bianconera (215 partite dal 1964 al 1969).

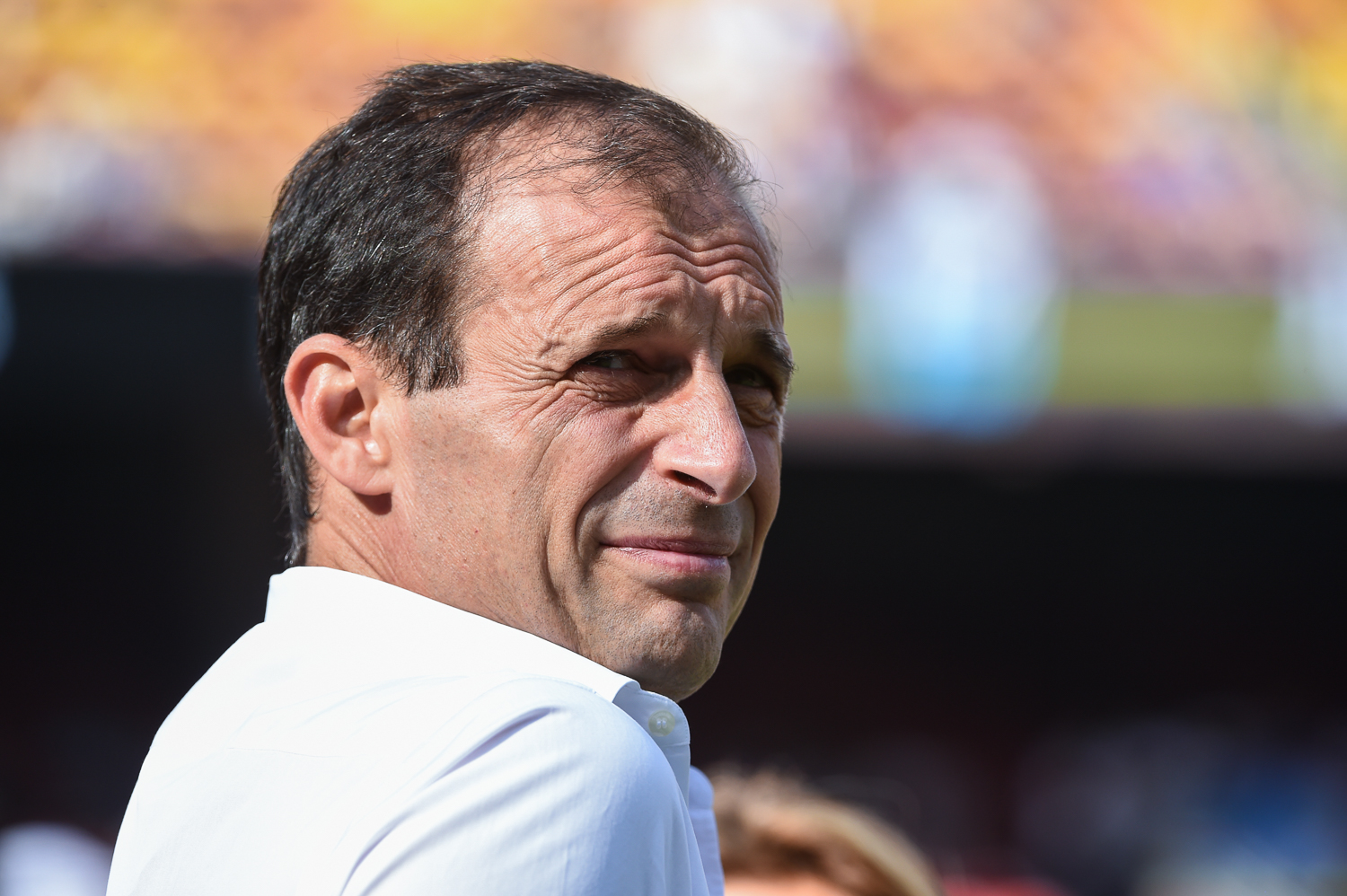
Massimiliano Allegri, l'unico tecnico ad avere vinto cinque scudetti consecutivi nel calcio italiano, tutti con la Juventus, dal 2015 al 2019.

Sono stati sia calciatori che allenatori della Juventus (in ordine cronologico): József Viola, Carlo Bigatto I, Virginio Rosetta, Umberto Caligaris, Federico Munerati, Giovanni Ferrari, Luis Monti, Felice Placido Borel II, Renato Cesarini, Luigi Bertolini, Teobaldo Depetrini, Carlo Parola, Július Korostelev, Ercole Rabitti, Čestmír Vycpálek, Dino Zoff, Fabio Capello, Didier Deschamps, Ciro Ferrara, Antonio Conte, Andrea Pirlo, Paolo Montero e Igor Tudor.
Massimo Carrera e Angelo Alessio hanno sostituito Antonio Conte sulla panchina causa sua squalifica, pur non essendo ufficialmente allenatori della Juventus. Il già citato Conte è l'unico allenatore del club torinese, e secondo nella storia del campionato di Serie A, dopo Fabio Capello, ad aver vinto un campionato nazionale imbattuto, tra l'altro riuscendovi all'esordio in panchina (2011-2012).
Conte e Sarri sono gli unici due allenatori ad aver vinto tutti i campionati che hanno disputato alla guida della Juventus; Allegri ha vinto quattro edizioni consecutive e cinque totali della Coppa Italia sulla panchina bianconera, entrambi record.

## Lista degli allenatori
- 1907-1908  Harry Goodley
- 1911-1913  Commissione tecnica
- 1919-1920  Giuseppe Milano
- 1920-1923  Commissione tecnica
- 1923-1925  Jenő Károly
- 1925-1926  Jenő Károly
 József Viola  [N 1]
- 1926-1928  József Viola
- 1928-1930  William Aitken
- 1930-1934  Carlo Carcano
- 1934-1935  Carlo Carcano (1ª-8ª)
 Carlo Bigatto I (9ª-30ª)
- 1935-1939  Virginio Rosetta
- 1939-1940  Umberto Caligaris
- 1940-1941  Umberto Caligaris (1ª-2ª)
 Federico Munerati (3ª-30ª)
- 1941-1942  Giovanni Ferrari (1ª-14ª)
  Luis Monti (15ª-30ª)
- 1942-1946  Felice P. Borel II
- 1946-1947   Renato Cesarini
- 1947-1948   Renato Cesarini (1ª-32ª)
 William Chalmers (33ª-42ª)
- 1948-1949  William Chalmers
- 1949-1951  Jesse Carver
- 1951-1952  Luigi Bertolini (1ª-10ª)
 György Sárosi (11ª-38ª)
- 1952-1953  György Sárosi
- 1953-1955  Aldo Olivieri
- 1955-1956  Sandro Puppo
- 1956-1957  Sandro Puppo (1ª-28ª)
 Teobaldo Depetrini (29ª-34ª)
- 1957-1958  Ljubiša Broćić
- 1958-1959  Ljubiša Broćić (1ª-8ª)
 Teobaldo Depetrini (9ª-34ª)
- 1959-1961  Carlo Parola
- 1961-1962  Július Korostelev (1ª-2ª)
 Carlo Parola (3ª-34ª)
- 1962-1963  Paulo Amaral Lima
- 1963-1964  Paulo Amaral Lima (1ª-4ª)
 Eraldo Monzeglio (5ª-26ª)
 Ercole Rabitti (27ª-34ª)
- 1964-1969  Heriberto Herrera
- 1969-1970  Luis Carniglia (1ª-6ª)
 Ercole Rabitti (7ª-30ª)
- 1970-1971  Armando Picchi (1ª-18ª)
 Čestmír Vycpálek (19ª-30ª)
- 1971-1974  Čestmír Vycpálek
- 1974-1976  Carlo Parola
- 1976-1986  Giovanni Trapattoni
- 1986-1988  Rino Marchesi
- 1988-1990  Dino Zoff
- 1990-1991  Luigi Maifredi
- 1991-1994  Giovanni Trapattoni
- 1994-1998  Marcello Lippi
- 1998-1999  Marcello Lippi (1ª-20ª)
 Carlo Ancelotti (21ª-34ª)
- 1999-2001  Carlo Ancelotti
- 2001-2004  Marcello Lippi
- 2004-2006  Fabio Capello
- 2006-2007  Didier Deschamps (1ª-40ª)
 Giancarlo Corradini (41ª-42ª)
- 2007-2008  Claudio Ranieri
- 2008-2009  Claudio Ranieri (1ª-36ª)
 Ciro Ferrara (37ª-38ª)
- 2009-2010  Ciro Ferrara (1ª-21ª)
 Alberto Zaccheroni (22ª-38ª)
- 2010-2011  Luigi Delneri
- 2011-2014  Antonio Conte
- 2014-2019  Massimiliano Allegri
- 2019-2020  Maurizio Sarri
- 2020-2021  Andrea Pirlo
- 2021-2023  Massimiliano Allegri
- 2023-2024  Massimiliano Allegri (1ª-36ª) 
 Paolo Montero (37ª-38ª)
- 2024-2025  Thiago Motta (1ª-29ª)
 Igor Tudor (30ª-38ª)
- 2025-  Igor Tudor

## Statistiche
Dati aggiornati al 1º luglio 2025 e inclusivi di tutte le gare ufficiali e statistiche totali per allenatore.
| Nome                 | Naz.              | Dal             | Al             | G   | V   | P   | S  | GF  | GS  | %V    |
| -------------------- | ----------------- | --------------- | -------------- | --- | --- | --- | -- | --- | --- | ----- |
| Jenő Károly          | Ungheria          | 1923            | 1926           | 70  | 40  | 17  | 13 | 145 | 64  | 57,14 |
| József Viola         | Ungheria          | 1926(int.) 1926 | 1928           | 67  | 38  | 12  | 17 | 159 | 66  | 56,72 |
| George Aitken        | Scozia            | 1928            | 1930           | 67  | 37  | 16  | 14 | 134 | 59  | 55,22 |
| Carlo Carcano        | Italia            | 1930            | 1935           | 161 | 111 | 27  | 23 | 387 | 165 | 68,94 |
| Carlo Bigatto I      | Italia            | 1934(int.)      | 1935           | 29  | 16  | 8   | 5  | 49  | 28  | 55,17 |
| Virginio Rosetta     | Italia            | 1935            | 1939           | 139 | 61  | 45  | 33 | 217 | 142 | 43,88 |
| Umberto Caligaris    | Italia            | 1939            | 1940           | 36  | 19  | 7   | 10 | 59  | 47  | 52,78 |
| Federico Munerati    | Italia            | 1940(int.)      | 1941           | 30  | 12  | 7   | 11 | 50  | 49  | 40,00 |
| Giovanni Ferrari     | Italia            | 1941            | 1942           | 17  | 7   | 4   | 6  | 27  | 24  | 41,18 |
| Luis Monti           | Italia/ Argentina | 1942(int.)      | 1942(int.)     | 19  | 10  | 5   | 4  | 37  | 21  | 52,63 |
| Felice P. Borel II   | Italia            | 1942            | 1946           | 96  | 54  | 21  | 21 | 225 | 124 | 56,25 |
| Renato Cesarini      | Italia/ Argentina | 1946            | 1948           | 76  | 40  | 18  | 18 | 151 | 88  | 52,63 |
| William Chalmers     | Scozia            | 1948            | 1949           | 48  | 24  | 10  | 14 | 86  | 59  | 50,00 |
| Jesse Carver         | Inghilterra       | 1949            | 1951           | 76  | 51  | 14  | 11 | 203 | 87  | 67,11 |
| Luigi Bertolini      | Italia            | 1951(int.)      | 1951(int.)     | 10  | 8   | 1   | 1  | 32  | 9   | 80,00 |
| György Sárosi        | Ungheria          | 1951            | 1953           | 62  | 32  | 16  | 10 | 139 | 65  | 51,61 |
| Aldo Olivieri        | Italia            | 1953            | 1955           | 68  | 32  | 23  | 13 | 118 | 87  | 47,06 |
| Sandro Puppo         | Italia            | 1955            | 1957           | 62  | 15  | 27  | 20 | 69  | 78  | 24,19 |
| Teobaldo Depetrini   | Italia            | 1957 1958(int.) | 1959           | 36  | 20  | 9   | 7  | 87  | 54  | 55,56 |
| Ljubiša Broćić       | Jugoslavia        | 1957            | 1958           | 53  | 34  | 9   | 10 | 122 | 80  | 64,15 |
| Carlo Parola         | Italia            | 1959 1961 1974  | 1961 1962 1976 | 202 | 117 | 38  | 47 | 400 | 219 | 57,92 |
| Július Korostelev    | Cecoslovacchia    | 1961(int.)      | 1961(int.)     | 2   | 0   | 1   | 1  | 2   | 3   | 0,00  |
| Paulo Amaral Lima    | Brasile           | 1962            | 1964           | 44  | 25  | 10  | 9  | 72  | 33  | 56,82 |
| Eraldo Monzeglio     | Italia            | 1964(int.)      | 1964(int.)     | 37  | 15  | 10  | 12 | 50  | 43  | 40,54 |
| Heriberto Herrera    | Paraguay          | 1964            | 1969           | 215 | 100 | 73  | 42 | 265 | 156 | 46,51 |
| Luis Carniglia       | Argentina         | 1969            | 1969           | 12  | 5   | 4   | 3  | 17  | 11  | 41,67 |
| Ercole Rabitti       | Italia            | 1969(int.)      | 1970           | 29  | 14  | 9   | 6  | 38  | 18  | 48,28 |
| Armando Picchi       | Italia            | 1970            | 1971           | 29  | 17  | 6   | 6  | 50  | 24  | 58,62 |
| Čestmír Vycpálek     | Cecoslovacchia    | 1971            | 1974           | 157 | 79  | 56  | 22 | 257 | 136 | 50,32 |
| Giovanni Trapattoni  | Italia            | 1976 1991       | 1986 1994      | 596 | 319 | 181 | 96 | 969 | 478 | 53,52 |
| Rino Marchesi        | Italia            | 1986            | 1988           | 89  | 42  | 27  | 20 | 133 | 76  | 47,19 |
| Dino Zoff            | Italia            | 1988            | 1990           | 104 | 53  | 34  | 17 | 168 | 102 | 50,96 |
| Luigi Maifredi       | Italia            | 1990            | 1991           | 49  | 23  | 12  | 14 | 79  | 50  | 46,94 |
| Marcello Lippi       | Italia            | 1994 2001       | 1999 2004      | 405 | 227 | 104 | 74 | 712 | 383 | 56,05 |
| Carlo Ancelotti      | Italia            | 1999            | 2001           | 114 | 63  | 33  | 18 | 185 | 101 | 55,26 |
| Fabio Capello        | Italia            | 2004            | 2006           | 105 | 68  | 24  | 13 | 181 | 81  | 64,76 |
| Didier Deschamps     | Francia           | 2006            | 2007           | 43  | 30  | 11  | 2  | 89  | 30  | 69,77 |
| Giancarlo Corradini  | Italia            | 2007(int.)      | 2007(int.)     | 2   | 0   | 0   | 2  | 2   | 4   | 0,00  |
| Claudio Ranieri      | Italia            | 2007            | 2009           | 93  | 46  | 30  | 17 | 168 | 96  | 49,46 |
| Ciro Ferrara         | Italia            | 2009            | 2010           | 31  | 15  | 5   | 11 | 46  | 37  | 48,39 |
| Alberto Zaccheroni   | Italia            | 2010            | 2010           | 21  | 8   | 5   | 8  | 28  | 34  | 38,10 |
| Luigi Delneri        | Italia            | 2010            | 2011           | 50  | 20  | 19  | 11 | 72  | 57  | 40,00 |
| Antonio Conte        | Italia            | 2011            | 2014           | 151 | 102 | 34  | 15 | 280 | 101 | 67,55 |
| Massimiliano Allegri | Italia            | 2014 2021       | 2019 2024      | 420 | 271 | 77  | 72 | 734 | 335 | 64,52 |
| Maurizio Sarri       | Italia            | 2019            | 2020           | 52  | 34  | 9   | 9  | 99  | 54  | 65,38 |
| Andrea Pirlo         | Italia            | 2020            | 2021           | 52  | 34  | 10  | 8  | 108 | 50  | 65,38 |
| Paolo Montero        | Uruguay           | 2024(int.)      | 2024(int.)     | 2   | 1   | 1   | 0  | 5   | 3   | 50,00 |
| Thiago Motta         | Italia            | 2024            | 2025           | 42  | 18  | 17  | 7  | 63  | 42  | 42,86 |
| Igor Tudor           | Croazia           | 2025            |                | 13  | 7   | 3   | 3  | 24  | 14  | 53,85 |

Successivamente alla squalifica di Antonio Conte per lo scandalo italiano del calcioscommesse del 2011, si sono seduti sulla panchina della Juventus, in successione, Massimo Carrera e Angelo Alessio. Per completezza delle informazioni vengono riportati di seguito i risultati ottenuti dalla squadra in quel periodo: va fatto notare però che l'allenatore rimane ufficialmente Conte.
| Nome                             | Naz.   | Dal  | Al   | G  | V  | P | S | GF | GS | %V    |
| -------------------------------- | ------ | ---- | ---- | -- | -- | - | - | -- | -- | ----- |
| Massimo Carrera facente funzioni | Italia | 2012 | 2012 | 10 | 7  | 3 | 0 | 24 | 9  | 70,00 |
| Angelo Alessio facente funzioni  | Italia | 2012 | 2013 | 14 | 10 | 2 | 2 | 28 | 8  | 71,43 |

Fonte:  Tutti gli allenatori della Juventus FC (ordine alfabetico), su juworld.net. URL consultato il 12 gennaio 2009.
Codici:
G: Partite giocate,
V: Partite vinte (vittorie),
P: Partite pareggiate (pareggi),
S: Partite perse (sconfitte),
GF: Goal fatti,
GS: Goal subiti,
%V: Percentuale vittoria,
Legenda:
(int.) Allenatori in funzione provvisoria.

## Titoli vinti
Giovanni Trapattoni è l'allenatore che ha vinto più titoli in assoluto con la Juventus (14), seguito da Marcello Lippi (13) e Massimiliano Allegri (12). Sempre Trapattoni e Lippi sono gli unici ad aver vinto sulla panchina bianconera le principali competizioni confederali, ovvero Coppa dei Campioni/UEFA Champions League, Supercoppa UEFA e Coppa Intercontinentale; ulteriormente, Trapattoni è l'unico ad avere conseguito un grande slam alla guida dei torinesi, ovvero la vittoria di tutte le competizioni internazionali all'epoca vigenti.
Allegri detiene il record europeo di titoli nazionali vinti consecutivamente con la stessa squadra (5), stabilito sulla panchina juventina nel quinquennio 2015-2019; record che condivide con Miguel Muñoz del Real Madrid (1961-1965). Gli unici altri due allenatori dei torinesi che hanno vinto più di due scudetti consecutivi sono Carlo Carcano (4, dal 1931 al 1934) e Antonio Conte (3, dal 2012 al 2014).
Segue l'elenco degli allenatori in ordine cronologico con i trofei ufficiali vinti alla guida della Juventus.
| Nome                 | Campionati italiani | Coppe Italia | Supercoppe italiane | Serie B | Coppe dei Campioni/Champions League | Coppa UEFA/Europa League | Coppa delle Coppe | Intertoto | Supercoppa UEFA | Coppa Intercontinentale | Totale |
| -------------------- | ------------------- | ------------ | ------------------- | ------- | ----------------------------------- | ------------------------ | ----------------- | --------- | --------------- | ----------------------- | ------ |
| József Viola         | 1                   |              |                     |         |                                     |                          |                   |           |                 |                         | 1      |
| Carlo Carcano        | 4                   |              |                     |         |                                     |                          |                   |           |                 |                         | 4      |
| Carlo Bigatto        | 1                   |              |                     |         |                                     |                          |                   |           |                 |                         | 1      |
| Virginio Rosetta     |                     | 1            |                     |         |                                     |                          |                   |           |                 |                         | 1      |
| Luis Monti           |                     | 1            |                     |         |                                     |                          |                   |           |                 |                         | 1      |
| Renato Cesarini      | 2                   | 1            |                     |         |                                     |                          |                   |           |                 |                         | 3      |
| Gunnar Gren          | 1                   |              |                     |         |                                     |                          |                   |           |                 |                         | 1      |
| Jesse Carver         | 1                   |              |                     |         |                                     |                          |                   |           |                 |                         | 1      |
| György Sárosi        | 1                   |              |                     |         |                                     |                          |                   |           |                 |                         | 1      |
| Ljubiša Broćić       | 1                   |              |                     |         |                                     |                          |                   |           |                 |                         | 1      |
| Teobaldo Depetrini   |                     | 1            |                     |         |                                     |                          |                   |           |                 |                         | 1      |
| Carlo Parola         | 3                   | 2            |                     |         |                                     |                          |                   |           |                 |                         | 5      |
| Heriberto Herrera    | 1                   | 1            |                     |         |                                     |                          |                   |           |                 |                         | 2      |
| Čestmír Vycpálek     | 2                   |              |                     |         |                                     |                          |                   |           |                 |                         | 2      |
| Giovanni Trapattoni  | 6                   | 2            |                     |         | 1                                   | 2                        | 1                 |           | 1               | 1                       | 14     |
| Dino Zoff            |                     | 1            |                     |         |                                     | 1                        |                   |           |                 |                         | 2      |
| Marcello Lippi       | 5                   | 1            | 4                   |         | 1                                   |                          |                   |           | 1               | 1                       | 13     |
| Carlo Ancelotti      |                     |              |                     |         |                                     |                          |                   | 1         |                 |                         | 1      |
| Giancarlo Corradini  |                     |              |                     | 1       |                                     |                          |                   |           |                 |                         | 1      |
| Antonio Conte        | 3                   |              | 2                   |         |                                     |                          |                   |           |                 |                         | 5      |
| Massimiliano Allegri | 5                   | 5            | 2                   |         |                                     |                          |                   |           |                 |                         | 12     |
| Maurizio Sarri       | 1                   |              |                     |         |                                     |                          |                   |           |                 |                         | 1      |
| Andrea Pirlo         |                     | 1            | 1                   |         |                                     |                          |                   |           |                 |                         | 2      |

## Record

### Presenze in partite ufficiali
| In assoluto 1. Giovanni Trapattoni: 596 2. Massimiliano Allegri: 420 3. Marcello Lippi: 405 4. Heriberto Herrera: 224 5. Carlo Parola: 210 6. Carlo Carcano: 161 7. Čestmír Vycpálek: 157 8. Antonio Conte: 151 9. Virginio Rosetta: 139 10. Carlo Ancelotti: 114 | Nei campionati italiani 1. Giovanni Trapattoni: 402 2. Massimiliano Allegri: 302 3. Marcello Lippi: 258 4. Heriberto Herrera: 162 5. Carlo Parola: 154 6. Carlo Carcano: 144 7. Virginio Rosetta: 120 8. Antonio Conte: 114 9. Čestmír Vycpálek: 102 10. Felice Borel II: 94 | In Coppa Italia 1. Giovanni Trapattoni: 101 2. Marcello Lippi: 51 3. Massimiliano Allegri: 36 4. Čestmír Vycpálek: 31 5. Carlo Parola: 27 6. Rino Marchesi: 20 7. Heriberto Herrera: 19 8. Dino Zoff: 16 9. Virginio Rosetta: 13 10. Antonio Conte: 11 |

| Nelle comp. UEFA per club 1. Giovanni Trapattoni: 91 2. Marcello Lippi: 88 3. Massimiliano Allegri: 76 4. Antonio Conte: 24 5. Fabio Capello: 22 6. Carlo Parola: 21 7. Dino Zoff: 20 8. Čestmír Vycpálek: 19 9. Carlo Ancelotti: 18 10. Heriberto Herrera: 11 | Nelle comp. internazionali 1. Giovanni Trapattoni: 93 2. Marcello Lippi: 91 3. Massimiliano Allegri: 76 4. Heriberto Herrera: 43 5. Carlo Parola: 27 6. Carlo Ancelotti: 24 Antonio Conte: 24 Čestmír Vycpálek: 24 7. Fabio Capello: 22 8. Dino Zoff: 20 |

Fonte:  Allenatori: Presenze, su myjuve.it. URL consultato il 5 marzo 2010.
Dati aggiornati al 15 maggio 2024.

### Vittorie in partite ufficiali
| In assoluto 1. Giovanni Trapattoni: 319 2. Massimiliano Allegri : 271 3. Marcello Lippi: 227 4. Carlo Parola: 120 5. Carlo Carcano: 111 6. Heriberto Herrera: 104 7. Antonio Conte: 102 8. Čestmír Vycpálek: 79 9. Fabio Capello: 68 10. Carlo Ancelotti: 63 | Nei campionati italiani 1. Giovanni Trapattoni: 213 2. Massimiliano Allegri: 202 3. Marcello Lippi: 149 4. Carlo Carcano: 102 5. Carlo Parola: 89 6. Antonio Conte: 83 7. Heriberto Herrera: 71 8. Felice Borel II: 53 Fabio Capello: 53 Čestmír Vycpálek: 53 | In Coppa Italia 1. Giovanni Trapattoni: 50 2. Massimiliano Allegri: 28 3. Marcello Lippi: 26 4. Carlo Parola: 18 5. Čestmír Vycpálek: 15 6. Heriberto Herrera: 11 Rino Marchesi: 11 7. Virginio Rosetta: 10 8. Dino Zoff: 9 9. Ljubiša Broćić: 6 Antonio Conte: 6 |

| Nelle comp. UEFA per club 1. Giovanni Trapattoni: 55 2. Marcello Lippi: 46 3. Massimiliano Allegri: 39 4. Dino Zoff: 14 5. Fabio Capello: 13 6. Antonio Conte: 11 7. Carlo Parola: 10 Čestmír Vycpálek: 10 8. Carlo Ancelotti: 7 Luigi Maifredi: 7 | Nelle comp. internazionali 1. Giovanni Trapattoni: 56 2. Marcello Lippi: 49 3. Massimiliano Allegri: 39 4. Heriberto Herrera: 22 5. Dino Zoff: 14 6. Fabio Capello: 13 Carlo Parola: 13 7. Antonio Conte: 11 Čestmír Vycpálek: 11 8. Carlo Ancelotti: 10 |

Fonte:  Allenatori: Presenze (vittorie), su myjuve.it. URL consultato il 5 marzo 2010.
Dati aggiornati al 15 maggio 2024.

## Riconoscimenti
Sono qui riportati i nominativi degli allenatori militanti nella Juventus destinatari di riconoscimenti conferiti dagli organismi calcistici internazionali:

### A livello nazionale
A tutto il 2018, la Juventus vanta il maggior numero di vincitori del Seminatore d'oro, premio conferito dalla Federazione Italiana Giuoco Calcio (FIGC) dal 1955 al 1990 (4), della Panchina d'oro consegnata dall'Associazione Italiana Allenatori Calcio (AIAC) dal 1991 (8) e del premio conferito dall'Associazione Italiana Calciatori (AIC) dal 1997 al migliore allenatore del campionato nazionale (10).
| Seminatore d'oro 1. Čestmír Vycpálek: 1972 2. Giovanni Trapattoni: 1977; 1985 3. Dino Zoff: 1990 | Panchina d'oro 1. Marcello Lippi: 1994-95; 1995-96 2. Antonio Conte: 2011-12; 2012-13; 2013-14 3. Massimiliano Allegri: 2014-15; 2016-17; 2017-18 | Oscar del calcio AIC/Gran Galà del calcio AIC - Migliore allenatore: 1. Marcello Lippi: 1997; 1998; 2003 2. Carlo Ancelotti: 2001 3. Fabio Capello: 2005 4. Antonio Conte: 2012; 2013; 2014 5. Massimiliano Allegri: 2015; 2016; 2018 |

| Guerin d'oro 1. Giovanni Trapattoni: 1977 2. Dino Zoff: 1990 3. Marcello Lippi: 1995; 1997 | Premio Nazionale Enzo Bearzot 1. Massimiliano Allegri: 2015 |

1. ↑  Trofeo assegnato dalla Federazione Italiana Giuoco Calcio (FIGC) dal 1955 al 1990 al miglior allenatore del calcio italiano. La Juventus è la società calcistica italiana che ha annoverato tra le proprie file il maggior numero di vincitori del trofeo (3).
2. ↑  Trofeo assegnato dall'Associazione Italiana Allenatori Calcio (AIAC) dalla stagione 1990-91 al miglior allenatore del campionato italiano di Serie A.
3. ↑  L'Oscar del calcio fu assegnato dall'Associazione Italiana Calciatori (AIC) dal 1997 al 2010. Dall'anno seguente l'AIC riformulò la premiazione ribattezzandola col nome di Gran Galà del calcio, sopprimendo i riconoscimenti individuali al miglior calciatore italiano, miglior calciatore straniero, miglior portiere e miglior difensore, e rimpiazzandoli con un unico premio al miglior undici dell'anno.
4. ↑  Trofeo istituito dalla rivista Guerin Sportivo dal 1976 al 2000 al miglior allenatore della Serie A[16].
5. ↑  Riconoscimento dedicato agli allenatori di calcio italiani istituito nel 2011 e promosso dall'Unione sportiva Acli[17].

### A livello internazionale
| UEFA Club Football Awards 1. Marcello Lippi: 1998                        | Allenatore dell’anno IFFHS 1. Marcello Lippi: 1996; 1998           | Onze d'or 1. Marcello Lippi: 1997 |
| Allenatore europeo dell'anno El País 1. Marcello Lippi: 1996; 1997; 1998 | Globe Soccer Award all'allenatore dell'anno 1. Antonio Conte: 2013 |                                   |

1. ↑  Trofeo istituito dall'Unione delle Federazioni Calcistiche Europee (UEFA) nel 1997 ai migliori calciatori ed allenatori attivi in Europa e in vigore fino al 2006.
2. ↑  Trofeo assegnato dall'Istituto Internazionale di Storia e Statistiche del Calcio (IFFHS), organizzazione riconosciuta dalla FIFA, dal 1996.
3. ↑  Trofeo istituito dalla rivista francese Onze Mondial nel 1991.
4. ↑  Trofeo istituito dal giornale uruguaiano El País nel 1991.
5. ↑  Trofeo istituito organizzazione Globe Soccer nel 2010.

### Hall of Fame
Nel 2000 la Federazione Italiana Giuoco Calcio (FIGC) e la Fondazione Museo del Calcio di Coverciano istituirono per la prima volta una Hall of Fame con l'obiettivo di riconoscere la vita e la carriera di diverse personalità del calcio in Italia. In quell'anno furono riconosciuti tredici personalità in sei categorie diverse, tra le quali, cinque allenatori.
Tale iniziativa fu riadottata per entrambe istituzioni dieci anni dopo con la presentazione del Hall of Fame della FIGC a Firenze e la pubblicazione della prima lista di personalità inserite nel dicembre 2011.
- Hall of Fame – I Magnifici del calcio italiano (2000):

1. Giovanni Ferrari

- Hall of Fame della FIGC:

Allenatore italiano:
1. Marcello Lippi (introdotto nel 2011)
2. Giovanni Trapattoni (introdotto nel 2012)
3. Fabio Capello (introdotto nel 2013)
4. Carlo Ancelotti (introdotto nel 2014)
5. Claudio Ranieri (introdotto nel 2016)
6. Massimiliano Allegri (introdotto nel 2018)
7. Antonio Conte (introdotto nel 2021)

Premio alla memoria:
1. Eraldo Monzeglio (introdotto nel 2013)
2. Carlo Carcano (introdotto nel 2014)
3. Armando Picchi (introdotto nel 2021)

### Esplicative
1. ↑  Viola fu giocatore-allenatore della Juventus nello spareggio delle finali di Lega Nord contro il Bologna (1º agosto 1926), e nella doppia sfida della finalissima nazionale contro l'Alba Roma (8 e 22 agosto 1926), al posto del tecnico Károly improvvisamente morto il 25 luglio 1926, pochi giorni prima della succitata gara contro i felsinei, e per questo considerato il vincitore morale del campionato 1925-1926.[8]
2. ↑  A seguito delle sentenze dello scandalo italiano del calcioscommesse del 2011, il collaboratore tecnico Carrera sostituisce in panchina[11] sia l'allenatore Antonio Conte (squalificato fino al 9 dicembre 2012),[12] sia il suo vice Angelo Alessio (squalificato fino al 15 ottobre 2012).[13]
3. ↑  Didier Deschamps, allenatore della squadra nella stagione 2006-2007, si dimette il 27 maggio 2007 con la vittoria del campionato di Serie B 2006-2007 aritmeticamente raggiunta: un trionfo la cui titolarità gli viene de facto riconosciuta da tifosi juventini, addetti ai lavori e stampa specializzata. Ai fini statistici, tuttavia, il trionfo viene assegnato de iure al vice Giancarlo Corradini, il quale porta a termine la stagione sostituendo Deschamps nelle ultime e ormai ininfluenti due giornate di campionato.[14]

### Bibliografiche
1. ↑  (EN) Elenco degli allenatori vincitori in coppe europee, su rsssf.com, The Record Sport Soccer Statistics Foundation. URL consultato il 26 settembre 2008 (archiviato il 14 dicembre 2015).
2. ↑   Bruno Bernardi, Il mister, in Un secolo di football a Torino: 1917-1926, Torino Sette, La Stampa, 20 dicembre 1996,  p. 1. URL consultato il 16 dicembre 2016 (archiviato il 20 dicembre 2016).
3. 1 2   Juventus Football Club: La Storia (gli allenatori), su juventus.com. URL consultato il 26 settembre 2008 (archiviato dall'url originale il 12 aprile 2008).
4. ↑   Elenco allenatori della Juventus F.C., su myjuve.it. URL consultato il 26 settembre 2008 (archiviato dall'url originale il 6 ottobre 2008).
5. ↑  (EN) Italy – Coaches of Championship Teams, su rsssf.com, The Record Sport Soccer Statistics Foundation. URL consultato il 26 settembre 2008 (archiviato il 2 gennaio 2010).
6. ↑   Stefano Fiori, Juventus, lo scudetto di Allegri: il quinto, triste capolavoro, su foxsports.it, 20 aprile 2019. URL consultato il 7 maggio 2019 (archiviato dall'url originale il 7 maggio 2019).
7. ↑   Tutti gli allenatori della Juventus (presenze), su juworld.net. URL consultato il 23 febbraio 2009 (archiviato l'11 dicembre 2007).
8. ↑   Scudetto 1925-26, su juventus.com (archiviato dall'url originale il 24 luglio 2015).
9. ↑   Staff Tecnico Juventus, su legaseriea.it. URL consultato il 25 ottobre 2012 (archiviato il 23 ottobre 2012).
10. ↑   Juventus sul sito UEFA, su uefa.com. URL consultato il 25 ottobre 2012 (archiviato il 24 ottobre 2012).
11. ↑   Carrera: «Avremo grandi motivazioni», su juventus.com, 10 agosto 2012 (archiviato dall'url originale l'11 aprile 2013).
12. ↑   Conte, sconto di 6 mesi. In panchina dal 9 dicembre, su gazzetta.it, 5 ottobre 2012. URL consultato il 27 settembre 2018 (archiviato il 7 luglio 2018).
13. ↑   Alessio, nuovo sconto del Tnas, su gazzetta.it, 12 ottobre 2012. URL consultato il 27 settembre 2018 (archiviato il 7 luglio 2018).
14. ↑   L'addio di Deschamps è finalmente ufficiale. La Juve: "Contratto sciolto consensualmente", su repubblica.it, 26 maggio 2007. URL consultato il 29 settembre 2018 (archiviato il 25 giugno 2019).
15. ↑  (EN) AIC Oscar del Calcio, su rsssf.com, The Record Sport Soccer Statistics Foundation. URL consultato il 25 maggio 2009 (archiviato il 21 gennaio 2015).
16. ↑  (EN) History: Individual Honours,  p. 6. URL consultato il 14 gennaio 2011 (archiviato dall'url originale l'11 aprile 2012).
17. ↑   Premio “Enzo Bearzot”: oggi in FIGC il nome del vincitore, in Federazione Italiana Giuoco Calcio, 8 aprile 2013. URL consultato il 25 marzo 2015 (archiviato dall'url originale il 2 aprile 2015).
18. ↑   The Hall of Fame. La FIGC inaugura la galleria dei campioni del calcio italiano, in Rai Sport. URL consultato il 14 gennaio 2011 (archiviato dall'url originale il 4 marzo 2016).
19. ↑   Marco Viani, Hall of Fame, i magnifici della storia del calcio (PDF), in Notiziario del Settore Tecnico, n. 1, Firenze, Federazione Italiana Giuoco Calcio, gennaio/febbraio 2001,  pp. 46; 48. URL consultato il 21 marzo 2015 (archiviato dall'url originale il 2 aprile 2015).
20. ↑   Lunedì 5 dicembre la consegna dei premi Hall of Fame del calcio italiano, in Federazione Italiana Giuoco Calcio, 25 novembre 2011. URL consultato il 28 novembre 2011 (archiviato dall'url originale il 2 dicembre 2011).
21. ↑   Il Presidente UEFA nella Hall of Fame italiana, in Union des Associations Européennes de Football, 6 dicembre 2011. URL consultato il 14 gennaio 2012 (archiviato il 10 dicembre 2011).